# Unitate astronomică
Unitatea astronomică (prescurtat ua, au sau AU) este o unitate de măsură a lungimii și este egală cu distanța Soare-Terra.

## Date generale
Ea este definită ca lungimea semiaxei mari a orbitei Pământului în jurul Soarelui. Este egală cu 149597870691±30 m (aproximativ 150 milioane km). Este folosită în exprimarea distanțelor din interiorul și vecinătatea Sistemului Solar (sau a oricărui sistem stelar) și intră în definiția parsecului.

## Distanțe în interiorul Sistemului Solar

### Distanța medie a planetelor din Sistemul Solar până la Soare
- Mercur: 0,39 ua
- Venus: 0,72 ua
- Terra / Pământ: 1,00 ua
- Marte: 1,52 ua
- Jupiter: 5,21 ua
- Saturn: 9,54 ua
- Uranus: 19,18 ua
- Neptun: 30,11 ua

(Aceste valori sunt rotunjite la sutimea cea mai apropiată.)

### Alte distanțe medii în Sistemul Solar
- Marte - Phobos: 0,00.006 ua
- Pluto - Charon: 0,00.013 ua
- Marte - Deimos: 0,00.015 ua
- Eris - Dysnomia: 0,00.024 ua
- Haumea - Hiʻiaka: 0,0.003 ua

#### Distanțe de la Soare
- 2005 HC4: de la 0,071 până la 3,57 ua
- Centura principală: 2 până la 3,5 ua[6]
- 4 Vesta: 2,3 ua
- 3 Juno: 2,6 au
- 1 Ceres: 2,7 ua
- 2 Pallas: 2,7 ua
- Pluto: de la 29 până la 49 ua
- Centura Kuiper: de la 30 până la 55 ua
- 136108 Haumea: de la 35,1 până la 51,5 ua
- 136199 Eris: de la 37,7 până la 97,5 ua
- 136472 Makemake: de la 38,5 până la 52,8 ua
- Sonda Voyager 2: 120,6 ua (la 11 mai 2019)
- Sonda Voyager 1: 145,6 ua (la 11 mai 2019)
- Norul lui Oort: circa 50.000 ua